# Silvana
Silvana ist ein weiblicher Vorname.

## Herkunft
Sylvana war eine Märtyrerin unter dem römischen Kaiser Diokletian, die um 304 gestorben ist.

## Bedeutung des Namens
lat.: silva = der Wald, Göttin des Waldes, Freundin des Waldes, Nebenform zu Silvia

## Varianten
- Silwana (bulgarisch), Sylvana, Sylwana (polnisch)[1]

## Namenstag
- 28. Februar

## Bekannte Namensträgerinnen
- Silvana Arcangioli (* 1983), deutsche Fußballspielerin
- Silvana Armenulić (1939–1976), jugoslawische Folk-Sängerin
- Silvana Bacci (* 1946), italienische Schauspielerin
- Silvana Bayer (* 1980), deutsche Bühnen-, Film- und Fernsehschauspielerin
- Silwana Blagoewa (* 1972), bulgarische Biathletin
- Silvana Blasi (1931–2017), italienische Schauspielerin
- Silvana Botti (* 1974), deutsche Physikerin und Hochschullehrerin
- Silvana Bucher (* 1984), Schweizer Skilangläuferin
- Silvana Chojnowski (* 1994), deutsche Fußballspielerin
- Silvana Damm (* 1994), deutsche Schauspielerin
- Silvana Deluigi (* 1960), argentinische Tango-Interpretin
- Silvana Denker (* 1984), deutsche Fotografin, Curvy-Model und Bodylove-Aktivistin
- Silvana Dussmann (* 1957), österreichische Opernsängerin (Sopran)
- Silvana Gallardo (1953–2012), US-amerikanische Schauspielerin
- Silvana Gandolfi (* 1940), italienische Kinder- und Jugendbuchautorin
- Silvana Grasso (* 1952), italienische Journalistin, Schriftstellerin und Altphilologin
- Silvana Imam (* 1986), schwedische Rapperin
- Silvana Jachino (1916–2004), italienische Theater- und Filmschauspielerin
- Silvana Koch-Mehrin (* 1970), deutsche Politikerin (FDP) und Unternehmensberaterin
- Silvana Konermann (* 1988), Schweizer medizinische Forscherin
- Sylvana Krappatsch (* 1965), deutsche Theater- und Filmschauspielerin
- Silvana Lattmann (1918–2023), italienischsprachige Schweizer Schriftstellerin
- Silvana Mangano (1930–1989), italienische Schauspielerin
- Silvana De Mari (* 1953), italienische Schriftstellerin
- Silvana Meixner (* 1958), kroatische Fernsehpräsentatorin
- Silvana Seidel Menchi (* 1938), italienische Historikerin
- Silvana Nötzli (* 1989), Schweizer Unihockeyspielerin
- Silvana Olivera (* 1984), argentinische Volleyballspielerin
- Silvana Pacheco Gallardo (* 1981), peruanische Schachspielerin
- Silvana Pampanini (1925–2016), italienische Schauspielerin
- Sylvana Rapti (* 1958), griechische Politikerin
- Silvana Sansoni (* 1941), österreichische Schauspielerin und Hörspielsprecherin
- Silvana Santamaria (* 1978), deutsch-italienische Regisseurin, Drehbuchautorin und Filmproduzentin
- Silvana E. Schneider (* 1953), deutsche Autorin und Lyrikerin
- Sylvana Seddig (* 1985), deutsche Schauspielerin, Hörspielsprecherin, Tänzerin und Choreografin
- Silvana Segura (* 1990), peruanische Leichtathletin (Weit- und Dreisprung)
- Sylvana Simons (* 1971), niederländische Politikerin (BIJ1) und Schauspielerin
- Silvana Synovia (* 1996), schweizerische Schauspielerin
- Silvana Tenreyro (* 1973), britisch-italienisch-argentinische Wirtschaftswissenschaftlerin
- Silvana Tirinzoni (* 1979), Schweizer Curlerin
- Silwana Tschauschewa (* 1995), bulgarische Volleyballspielerin